# ذو فقرات غير محددة
ذو الفقرات غير المُحددة (الاسم العلمي: Adelospondyli)، رتبة برمائيات منقرضة، يُحتمل أن تكون حيوانات مائية، وهي من برمائيات العصر الفحمي. لديها جمجمة قوية مسقوفة بعظام صلبة، وحجاجات العين تقع نحو مقدمة الجمجمة. من شبه المؤكد أنها كانت عديمة الأطراف.